# Maria Laura Mainetti
Maria Laura Mainetti (nascida Teresina Elsa Mainetti; Colico, 20 de agosto de 1939 – Chiavenna, 6 de junho de 2000) foi uma religiosa católica italiana, martirizada durante uma tentativa de sacrifício satânico. Foi beatificada em 6 de junho de 2021, em virtude de seu testemunho.

## Vida
Teresina Elsa Mainetti nasceu em Colico, Itália, no dia 20 de agosto de 1939. Era a décima filha do casal Stefano Mainetti e Marcellina Gusmeroli. Poucos dias após seu nascimento, ficou órfã de mãe, sendo cuidada primeiro por sua irmã, depois por uma tia em Tartano, e pela segunda esposa de seu pai, Martina Della Bianca. Posteriormente, Mainetti foi enviada aos cuidados de irmã Maria Amelia, amiga de sua falecida mãe, sendo ela a responsável pela sua educação, sendo enviada para Parma com as freiras de sua congregação, as Filhas da Cruz, a fim de receber formação educacional, e depois no instituto de ensino de Roma, onde completou o ensino médio em 1960.
No discernimento de sua vocação, Mainetti interpretou as palavras "você deve fazer algo bonito para os outros", ditas a ela por um padre durante uma confissão, como o plano que Deus tinha para ela. No dia 22 de agosto, iniciou como noviça nas Filhas da Cruz, em Roma, e no dia 15 de agosto de 1959 emitiu os primeiros votos, mudando o nome para Maria Laura. Em 1960, professou os votos perpétuos em La Puye, na França.
Começou então seu trabalho como educadora em diversas escolas primárias das Filhas da Cruz em Vasto (1960-1962), Roma (1962-1963 e 1969-1973), Parma (1979-1984) e finalmente Chiavenna (1963-1969 e 1984). Em 1987, tornou-se responsável por sua comunidade religiosa em Chiavenna.

## Martírio

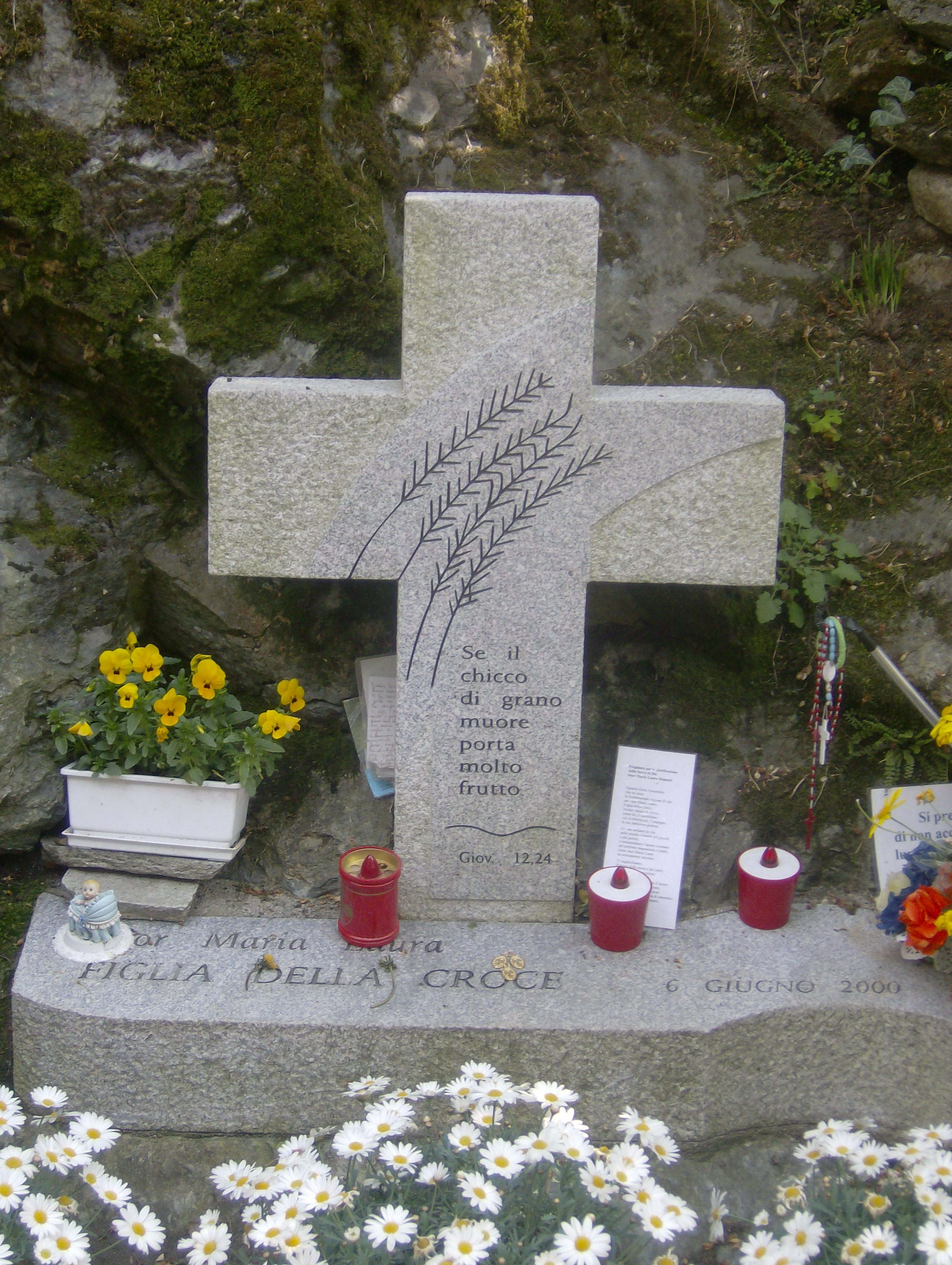
Memorial erguido em honra de Mainetti no local de seu assassinato, onde está inscrito "Se o grão de trigo morrer, dá muito fruto", João 12, 24

Na noite de 6 de junho de 2000, por volta das 22 horas, a irmã Maria Laura saiu do convento para ajudar uma menina que lhe telefonou, contando que havia engravidado após ter sido estuprada. No entanto, foi apenas uma desculpa inventada por Ambra Gianasso, de dezessete anos, para poder encontrar a freira no parque Marmitte dei Giganti, local isolado e pouco frequentado à noite, e assim poder oferecê-la em sacrifício a Satanás junto com suas companheiras Veronica Pietrobelli, de 16 anos, e Milena de Giambattista, de 17. Segundo o que as meninas confessaram, a vítima inicialmente escolhida teria sido o então pároco da cidade, monsenhor Ambrogio Balatti, mas posteriormente foi descartado devido à sua forte estatura, o que dificultaria o assassinato. A escolha então recaiu para a irmã Mainetti, de físico frágil e mais apta para sofrer o assassinato.
As três meninas inicialmente levaram a religiosa por um caminho pouco iluminado até onde deveria ser morta. Inicialmente bateram nela com telhas e pedras, golpeando-a em seguida com 19 facadas, uma a mais do que o esperado, pois deveriam ter sido seis cada para cada uma das três meninas, representando assim o número número da besta, ceifando-lhe deste modo a vida. Durante os interrogatórios, as jovens confessaram que irmã Mainetti, enquanto era agredida, se ajoelhou no chão e pediu a Deus que perdoasse as meninas. As jovens foram presas, levadas para julgamento e receberam sentenças de prisão, que cumpriram totalmente até 2008, todas tendo o paradeiro desconhecido.
As investigações do assassinato excluíram a participação direta ou indireta de um adulto, que poderia ter influenciado as meninas, enquanto foram encontrados cadernos das meninas com escritos satânicos e descobriu-se que, nos meses anteriores, elas haviam feito um juramento de sangue para estarem inextricavelmente ligados entre si.
O corpo da irmã Mainetti foi encontrado na manhã seguinte por um transeunte. O funeral foi realizado em 9 de junho de 2000 e contou com a presença de cerca de 2,5 mil pessoas.

## Beatificação
No dia 23 de outubro de 2005, Alessandro Maggiolini, então bispo da Diocese de Como, iniciou a fase diocesana do processo de beatificação de Irmã Maria Laura Mainetti. Em 30 de maio de 2006, o processo em nível diocesano foi concluído, recebendo, no ano de 2008, a aprovação da Congregação para a Causa dos Santos.
No dia 26 de fevereiro de 2019, os restos mortais de Irmã Maria Laura Mainetti foram transladados para a capela de São João Nepomuceno, na colegiada de São Lourenço.
Em 19 de junho de 2020, o Papa Francisco reconheceu o martírio "in odium fidei" de Irmã Maria Laura. Foi declarada beata no dia 6 de junho de 2021, ocasião do vigésimo primeiro aniversário de sua morte, diante de 2,5 mil fiéis.
Na ocasião da beatificação, o Papa Francisco lembrou o legado da religiosa durante a oração do Angelus, na Praça de São Pedro:
| “ | Hoje em Chiavenna, na diocese de Como, vai ser beatificada a irmã Maria Laura Mainetti, das Filhas da Cruz, assassinada há vinte e um anos por três meninas influenciadas por uma seita satânica. Que crueldade! Precisamente ela, que amava os jovens mais do que qualquer outra coisa, e que amou e perdoou aquelas mesmas meninas, prisioneiras do mal. A irmã Maria Laura deixa-nos o seu programa de vida: “Fazer cada pequena coisa com fé, amor e entusiasmo”. Que o Senhor conceda a todos nós fé, amor e entusiasmo. Um aplauso à nova Beata! | ” |
|   | — Papa Francisco. |   |

Sua memória é recordada do dia 6 de junho pela Igreja Católica, data de seu assassinato.